# 瓦夫蘇魯特尼爾
瓦夫蘇魯特尼爾（Vafthruthnir、Vafþrúðnir），是北歐神話中一個聰明的巨人，奧丁曾經隱瞞身份，用貢拉德（Gagnrad）這個名字和他在智慧比賽上對決，彼此詢問對方許多困難的問題，而這巨人連未來的事情都知道，最後不得已，奧丁問他自己的私人問題，巨人也因此知道對方就是奧丁。這篇故事出現在《詩體埃達》〈巨人瓦夫蘇魯特尼爾之歌〉裡，文中藉由彼此的詢問，透漏了天地日月誕生的秘密與世界未來的命運。